# Theodoros Boulgarides

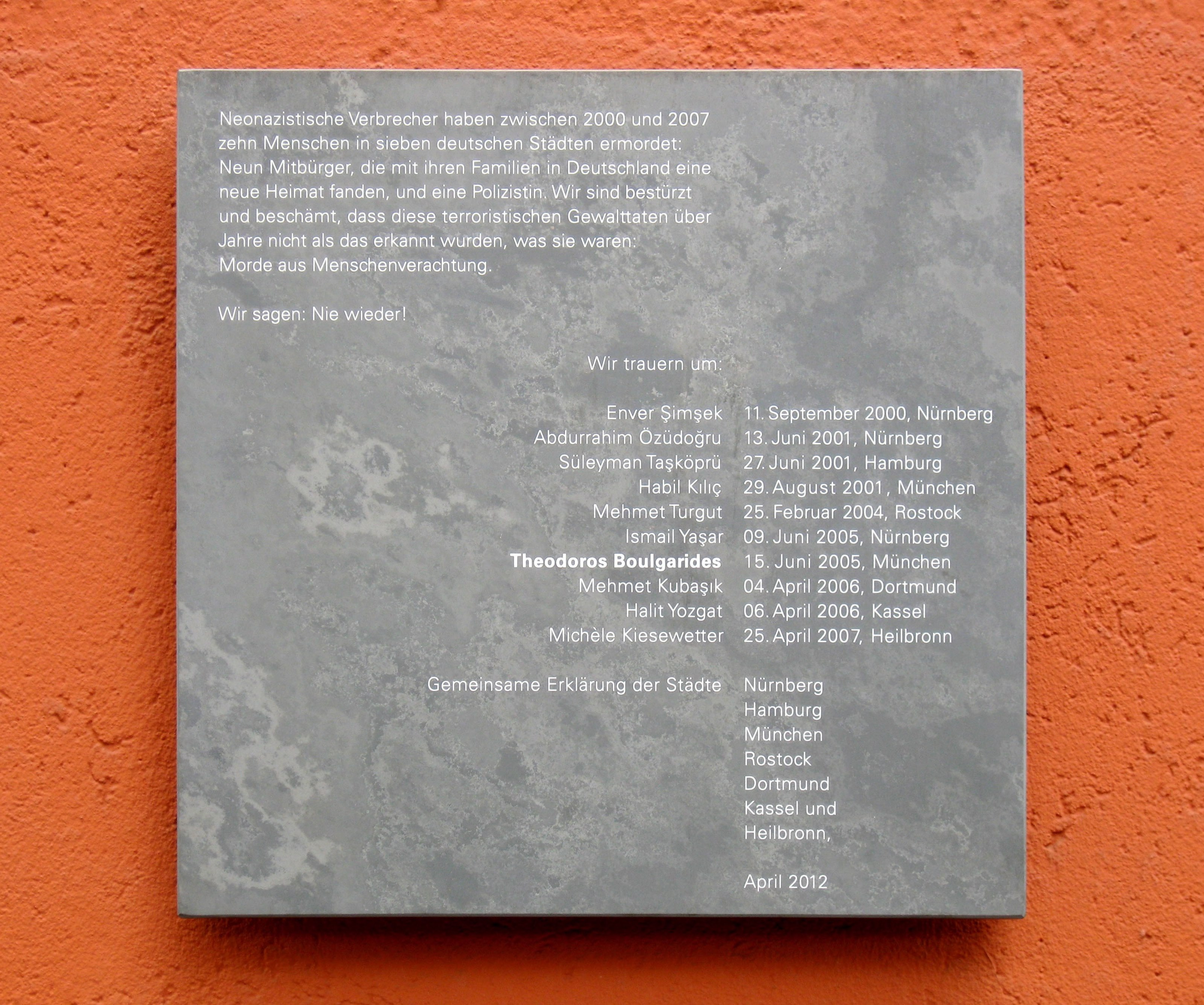
Gedenktafel für Boulgarides in der Trappentreustr. 4 in München

Theodoros Boulgarides (griechisch Θεόδωρος Βουλγαρίδης Theodoros Voulgaridis; anhörenⓘ; * 11. Juni 1964 im Dorf Triandafyllia in Griechenland; † 15. Juni 2005 in Schwanthalerhöhe, München) war ein griechischstämmiger Einzelhändler in München. Er wurde am 15. Juni 2005 durch die Terrorzelle Nationalsozialistischer Untergrund (NSU) ermordet und war das siebte Todesopfer ihrer deutschlandweiten Mordserie an Migranten. Die Ermittlungsbehörden verdächtigten ihn, seine Familie und sein Umfeld monatelang krimineller Machenschaften; erst nach der Selbstenttarnung des NSU Ende 2011 führten die Ermittlungen zu den Terroristen des NSU als den Verantwortlichen.

## Leben
Theodoros Boulgarides kam 1973 im Alter von neun Jahren mit seiner Familie nach München, machte dort sein Abitur und schloss eine Ausbildung zum Einzelhandelskaufmann ab. Er wurde von Freunden und Familie Theo genannt und war bei Siemens und über zehn Jahre bei der Deutschen Bahn beschäftigt und eröffnete mit einem Geschäftspartner am 1. Juni 2005 einen Schlüsseldienst im Münchner Westend.
Zum Zeitpunkt seines Todes, zwei Wochen nach Geschäftseröffnung, war er 41 Jahre alt. Er hinterließ seine Frau Yvonne und zwei Töchter.

## Ermordung und Ermittlungsverfahren
Theodoros Boulgarides wurde am 15. Juni 2005 in seinem Geschäft in München-Westend mit drei Kopfschüssen, einer Hinrichtung ähnlich, getötet. Dabei benutzten die Täter dieselbe Waffe wie bei den anderen acht Opfern der NSU-Terrorzelle mit Migrationshintergrund, eine Česká 83 aus tschechischer Fertigung. Die örtliche Boulevardpresse schrieb nach dem Mord: „Türken-Mafia schlug wieder zu“. Die Bild-Zeitung titelte am 20. Juni 2005, „die Spur des Killers führt nach Istanbul“. Es war der einzige der Morde aus der NSU-Serie, der an einem griechischen Migranten verübt wurde.
Seine Witwe Yvonne und die zwei Töchter wurden, genauso wie Verwandte, Freunde und Bekannte der Familie von der Polizei verhört. Sie wurden über etwaige Kontakte Theodoros Boulgarides’ zu Drogendealern, zur türkischen Mafia, zu Prostitutionsringen, Internetkriminalität, Wettpaten und Waffenhändlern befragt. Die Töchter wurden gefragt, ob ihr Vater sie sexuell missbraucht habe. Die Witwe wurde zeitweise verdächtigt, sie habe ihren Mann getötet oder töten lassen. Der Mitinhaber des Schlüsseldienstes wurde immer wieder gefragt, ob Boulgarides sex- oder spielsüchtig gewesen sei.
Laut einer der Anwälte der Familie Angelika Lex wurden Hunderte von Zeugen befragt, aber nicht zu einem möglichen rechtsradikalen Hintergrund: „Dieses Thema kommt in den Ermittlungsakten schlicht und einfach nicht vor. Und das ist eigentlich vollkommen unvorstellbar, wenn ich eine solche Mord-Serie an Personen nichtdeutscher Herkunft habe“. Erst nach der Selbstenttarnung des NSU sowie dem folgenden erweiterten Suizid der beiden Haupttäter Uwe Mundlos und Uwe Böhnhardt, und nachdem Beate Zschäpe, das dritte Mitglied der Terrorzelle, Bekennervideos versandt hatte, wurde im November 2011 der rechtsterroristische Hintergrund der Tat bekannt. Yvonne Boulgarides wurde Nebenklägerin im NSU-Prozess gegen Zschäpe und mutmaßliche Gehilfen in München.
Boulgarides’ Mutter und Bruder zogen nach den ergebnislosen Ermittlungen nach Griechenland zurück.

## Gedenken
An Theodoros Boulgarides erinnert am Ort des Mordes eine Gedenktafel. Zum zehnten Todestag fand zu seinen Ehren eine Gedenkveranstaltung mit Dieter Reiter, Joachim Herrmann und Barbara John statt.